# Liste des planètes mineures (771001-772000)
Voici la liste des planètes mineures numérotées de 771001 à 772000. Les planètes mineures sont numérotées lorsque leur orbite est confirmée, ce qui peut parfois se produire longtemps après leur découverte. Elles sont classées ici par leur numéro.

## Planètes mineures 771001 à 772000
- (771001) 2016 CB359
- (771002) 2016 CW366
- (771003) 2016 CE371
- (771004) 2016 CL371
- (771005) 2016 CM371
- (771006) 2016 CB372
- (771007) 2016 CN372
- (771008) 2016 CW374
- (771009) 2016 CJ376
- (771010) 2016 CM378
- (771011) 2016 CW378
- (771012) 2016 CZ378
- (771013) 2016 CF381
- (771014) 2016 CR383
- (771015) 2016 CL386
- (771016) 2016 CX387
- (771017) 2016 CN388
- (771018) 2016 CQ396
- (771019) 2016 CY398
- (771020) 2016 CE400
- (771021) 2016 CF400
- (771022) 2016 CR407
- (771023) 2016 CC408
- (771024) 2016 CF408
- (771025) 2016 CJ408
- (771026) 2016 CQ408
- (771027) 2016 CV411
- (771028) 2016 CA412
- (771029) 2016 CG412
- (771030) 2016 CA430
- (771031) 2016 DZ2
- (771032) 2016 DO12
- (771033) 2016 DU29
- (771034) 2016 DR30
- (771035) 2016 DH33
- (771036) 2016 DT33
- (771037) 2016 DF34
- (771038) 2016 DJ34
- (771039) 2016 DN34
- (771040) 2016 DB40
- (771041) 2016 DL43
- (771042) 2016 DX43
- (771043) 2016 ER6
- (771044) 2016 EB9
- (771045) 2016 EM10
- (771046) 2016 EY10
- (771047) 2016 EV15
- (771048) 2016 EP16
- (771049) 2016 ET16
- (771050) 2016 EZ18
- (771051) 2016 EN23
- (771052) 2016 ER23
- (771053) 2016 EE30
- (771054) 2016 EN31
- (771055) 2016 EO31
- (771056) 2016 EQ31
- (771057) 2016 ES31
- (771058) 2016 EY33
- (771059) 2016 EH37
- (771060) 2016 EL38
- (771061) 2016 ET40
- (771062) 2016 ES41
- (771063) 2016 EX43
- (771064) 2016 EU46
- (771065) 2016 ED47
- (771066) 2016 ER47
- (771067) 2016 EB49
- (771068) 2016 EG51
- (771069) 2016 EA61
- (771070) 2016 EG65
- (771071) 2016 EJ68
- (771072) 2016 ED71
- (771073) 2016 ER71
- (771074) 2016 ED74
- (771075) 2016 EY75
- (771076) 2016 EH83
- (771077) 2016 EM83
- (771078) 2016 EB84
- (771079) 2016 EG87
- (771080) 2016 EH91
- (771081) 2016 EM91
- (771082) 2016 EO91
- (771083) 2016 ER91
- (771084) 2016 EY92
- (771085) 2016 EZ92
- (771086) 2016 EQ94
- (771087) 2016 ED95
- (771088) 2016 EZ95
- (771089) 2016 EG96
- (771090) 2016 EL96
- (771091) 2016 EU96
- (771092) 2016 EZ96
- (771093) 2016 ER99
- (771094) 2016 EU99
- (771095) 2016 EJ100
- (771096) 2016 EX101
- (771097) 2016 EC102
- (771098) 2016 ED102
- (771099) 2016 EA103
- (771100) 2016 ES103
- (771101) 2016 EX103
- (771102) 2016 EQ104
- (771103) 2016 EQ106
- (771104) 2016 EH107
- (771105) 2016 EP112
- (771106) 2016 EV116
- (771107) 2016 EO120
- (771108) 2016 EV121
- (771109) 2016 ES134
- (771110) 2016 ED135
- (771111) 2016 EM135
- (771112) 2016 ES135
- (771113) 2016 EQ136
- (771114) 2016 EH138
- (771115) 2016 ES141
- (771116) 2016 EU148
- (771117) 2016 EC150
- (771118) 2016 EK150
- (771119) 2016 EC151
- (771120) 2016 EB152
- (771121) 2016 EP159
- (771122) 2016 ER160
- (771123) 2016 EV160
- (771124) 2016 EL168
- (771125) 2016 EO171
- (771126) 2016 EU179
- (771127) 2016 EA180
- (771128) 2016 EM180
- (771129) 2016 ES185
- (771130) 2016 ET186
- (771131) 2016 EV188
- (771132) 2016 EQ189
- (771133) 2016 ET193
- (771134) 2016 ER197
- (771135) 2016 EJ207
- (771136) 2016 EA208
- (771137) 2016 EP208
- (771138) 2016 EL210
- (771139) 2016 EX210
- (771140) 2016 EZ214
- (771141) 2016 EQ215
- (771142) 2016 EE216
- (771143) 2016 EN216
- (771144) 2016 EL218
- (771145) 2016 EH219
- (771146) 2016 EJ219
- (771147) 2016 EA220
- (771148) 2016 EL220
- (771149) 2016 EP221
- (771150) 2016 ET223
- (771151) 2016 EB224
- (771152) 2016 EA225
- (771153) 2016 EX225
- (771154) 2016 EF227
- (771155) 2016 EG227
- (771156) 2016 EN229
- (771157) 2016 EA230
- (771158) 2016 EB230
- (771159) 2016 EL231
- (771160) 2016 EX231
- (771161) 2016 EF232
- (771162) 2016 EL232
- (771163) 2016 EL233
- (771164) 2016 EL234
- (771165) 2016 EN234
- (771166) 2016 EN235
- (771167) 2016 EX235
- (771168) 2016 EJ236
- (771169) 2016 EY236
- (771170) 2016 EW237
- (771171) 2016 EH238
- (771172) 2016 EQ238
- (771173) 2016 EE240
- (771174) 2016 ER240
- (771175) 2016 ES240
- (771176) 2016 EY240
- (771177) 2016 EB241
- (771178) 2016 EC241
- (771179) 2016 EP242
- (771180) 2016 EB243
- (771181) 2016 EO243
- (771182) 2016 ES243
- (771183) 2016 EW244
- (771184) 2016 EL245
- (771185) 2016 EL248
- (771186) 2016 EV250
- (771187) 2016 EO251
- (771188) 2016 EV253
- (771189) 2016 ER257
- (771190) 2016 EC260
- (771191) 2016 EB261
- (771192) 2016 EX262
- (771193) 2016 EO263
- (771194) 2016 ET264
- (771195) 2016 EZ265
- (771196) 2016 EM267
- (771197) 2016 EQ267
- (771198) 2016 EV268
- (771199) 2016 EJ271
- (771200) 2016 ED272
- (771201) 2016 EL272
- (771202) 2016 EG274
- (771203) 2016 EW274
- (771204) 2016 EE275
- (771205) 2016 EK275
- (771206) 2016 EX279
- (771207) 2016 EJ281
- (771208) 2016 EK281
- (771209) 2016 EM281
- (771210) 2016 EN281
- (771211) 2016 EC285
- (771212) 2016 ER288
- (771213) 2016 EU289
- (771214) 2016 ET290
- (771215) 2016 EV291
- (771216) 2016 EW291
- (771217) 2016 EF292
- (771218) 2016 EQ292
- (771219) 2016 EJ293
- (771220) 2016 EO293
- (771221) 2016 EQ293
- (771222) 2016 EY294
- (771223) 2016 EH296
- (771224) 2016 EO297
- (771225) 2016 EZ299
- (771226) 2016 ED300
- (771227) 2016 EU300
- (771228) 2016 ED301
- (771229) 2016 EU301
- (771230) 2016 EN302
- (771231) 2016 EB303
- (771232) 2016 EF303
- (771233) 2016 EY305
- (771234) 2016 EA306
- (771235) 2016 ER309
- (771236) 2016 EP311
- (771237) 2016 EZ311
- (771238) 2016 EH312
- (771239) 2016 EW312
- (771240) 2016 EM314
- (771241) 2016 EB316
- (771242) 2016 ET319
- (771243) 2016 EB335
- (771244) 2016 EM335
- (771245) 2016 EJ336
- (771246) 2016 ES336
- (771247) 2016 EV336
- (771248) 2016 EP339
- (771249) 2016 EL348
- (771250) 2016 EX351
- (771251) 2016 EP352
- (771252) 2016 EW353
- (771253) 2016 EZ357
- (771254) 2016 EQ376
- (771255) 2016 FO
- (771256) 2016 FU2
- (771257) 2016 FS15
- (771258) 2016 FY16
- (771259) 2016 FX22
- (771260) 2016 FR24
- (771261) 2016 FS24
- (771262) 2016 FV24
- (771263) 2016 FR27
- (771264) 2016 FU29
- (771265) 2016 FG30
- (771266) 2016 FN34
- (771267) 2016 FT35
- (771268) 2016 FJ37
- (771269) 2016 FV39
- (771270) 2016 FD40
- (771271) 2016 FH40
- (771272) 2016 FP41
- (771273) 2016 FM45
- (771274) 2016 FU48
- (771275) 2016 FO49
- (771276) 2016 FU50
- (771277) 2016 FK51
- (771278) 2016 FG55
- (771279) 2016 FL56
- (771280) 2016 FY61
- (771281) 2016 FW62
- (771282) 2016 FJ63
- (771283) 2016 FY63
- (771284) 2016 FW65
- (771285) 2016 FO66
- (771286) 2016 FB67
- (771287) 2016 FF67
- (771288) 2016 FT68
- (771289) 2016 FA74
- (771290) 2016 FD77
- (771291) 2016 FF77
- (771292) 2016 FK77
- (771293) 2016 FT77
- (771294) 2016 FA78
- (771295) 2016 FE78
- (771296) 2016 FF79
- (771297) 2016 FA82
- (771298) 2016 FD82
- (771299) 2016 FS83
- (771300) 2016 FT83
- (771301) 2016 FU86
- (771302) 2016 FP98
- (771303) 2016 FP99
- (771304) 2016 FY100
- (771305) 2016 FH101
- (771306) 2016 FJ128
- (771307) 2016 FZ129
- (771308) 2016 FM150
- (771309) 2016 FS151
- (771310) 2016 FJ165
- (771311) 2016 FM173
- (771312) 2016 FL192
- (771313) 2016 GD13
- (771314) 2016 GE13
- (771315) 2016 GR13
- (771316) 2016 GR18
- (771317) 2016 GR21
- (771318) 2016 GS23
- (771319) 2016 GK28
- (771320) 2016 GR35
- (771321) 2016 GC36
- (771322) 2016 GS36
- (771323) 2016 GB38
- (771324) 2016 GT40
- (771325) 2016 GL41
- (771326) 2016 GO41
- (771327) 2016 GJ42
- (771328) 2016 GG44
- (771329) 2016 GO46
- (771330) 2016 GE49
- (771331) 2016 GO50
- (771332) 2016 GO51
- (771333) 2016 GP51
- (771334) 2016 GT60
- (771335) 2016 GK61
- (771336) 2016 GG62
- (771337) 2016 GV69
- (771338) 2016 GP73
- (771339) 2016 GH74
- (771340) 2016 GZ74
- (771341) 2016 GU79
- (771342) 2016 GJ81
- (771343) 2016 GL84
- (771344) 2016 GR84
- (771345) 2016 GR85
- (771346) 2016 GS86
- (771347) 2016 GR88
- (771348) 2016 GW88
- (771349) 2016 GY90
- (771350) 2016 GC91
- (771351) 2016 GO91
- (771352) 2016 GM93
- (771353) 2016 GH98
- (771354) 2016 GN98
- (771355) 2016 GV99
- (771356) 2016 GV104
- (771357) 2016 GW105
- (771358) 2016 GV108
- (771359) 2016 GE109
- (771360) 2016 GM109
- (771361) 2016 GV109
- (771362) 2016 GY113
- (771363) 2016 GZ113
- (771364) 2016 GP117
- (771365) 2016 GM123
- (771366) 2016 GZ125
- (771367) 2016 GH126
- (771368) 2016 GO127
- (771369) 2016 GV128
- (771370) 2016 GU129
- (771371) 2016 GP130
- (771372) 2016 GC137
- (771373) 2016 GH140
- (771374) 2016 GA142
- (771375) 2016 GV146
- (771376) 2016 GT147
- (771377) 2016 GU147
- (771378) 2016 GT149
- (771379) 2016 GG150
- (771380) 2016 GR151
- (771381) 2016 GH153
- (771382) 2016 GL154
- (771383) 2016 GQ154
- (771384) 2016 GM155
- (771385) 2016 GY156
- (771386) 2016 GD157
- (771387) 2016 GZ159
- (771388) 2016 GC162
- (771389) 2016 GP163
- (771390) 2016 GD164
- (771391) 2016 GC165
- (771392) 2016 GN166
- (771393) 2016 GS166
- (771394) 2016 GX166
- (771395) 2016 GT167
- (771396) 2016 GN170
- (771397) 2016 GD171
- (771398) 2016 GY172
- (771399) 2016 GO173
- (771400) 2016 GL174
- (771401) 2016 GB176
- (771402) 2016 GD178
- (771403) 2016 GN180
- (771404) 2016 GS181
- (771405) 2016 GW181
- (771406) 2016 GH182
- (771407) 2016 GM182
- (771408) 2016 GF183
- (771409) 2016 GG183
- (771410) 2016 GU183
- (771411) 2016 GA184
- (771412) 2016 GD185
- (771413) 2016 GX187
- (771414) 2016 GN194
- (771415) 2016 GD197
- (771416) 2016 GP199
- (771417) 2016 GJ202
- (771418) 2016 GO203
- (771419) 2016 GG207
- (771420) 2016 GD208
- (771421) 2016 GL208
- (771422) 2016 GM208
- (771423) 2016 GO208
- (771424) 2016 GJ211
- (771425) 2016 GB212
- (771426) 2016 GZ212
- (771427) 2016 GJ222
- (771428) 2016 GB226
- (771429) 2016 GG227
- (771430) 2016 GS230
- (771431) 2016 GT232
- (771432) 2016 GG233
- (771433) 2016 GF236
- (771434) 2016 GC245
- (771435) 2016 GT250
- (771436) 2016 GX252
- (771437) 2016 GS256
- (771438) 2016 GH257
- (771439) 2016 GB259
- (771440) 2016 GX259
- (771441) 2016 GD261
- (771442) 2016 GH262
- (771443) 2016 GR262
- (771444) 2016 GT262
- (771445) 2016 GG264
- (771446) 2016 GM267
- (771447) 2016 GE268
- (771448) 2016 GE271
- (771449) 2016 GC272
- (771450) 2016 GG273
- (771451) 2016 GB274
- (771452) 2016 GF274
- (771453) 2016 GX274
- (771454) 2016 GA275
- (771455) 2016 GF277
- (771456) 2016 GW277
- (771457) 2016 GS279
- (771458) 2016 GA280
- (771459) 2016 GE284
- (771460) 2016 GJ284
- (771461) 2016 GH285
- (771462) 2016 GT285
- (771463) 2016 GF286
- (771464) 2016 GG286
- (771465) 2016 GL287
- (771466) 2016 GG288
- (771467) 2016 GP288
- (771468) 2016 GX290
- (771469) 2016 GP296
- (771470) 2016 GG298
- (771471) 2016 GX298
- (771472) 2016 GA300
- (771473) 2016 GB300
- (771474) 2016 GP301
- (771475) 2016 GS301
- (771476) 2016 GG302
- (771477) 2016 GT302
- (771478) 2016 GQ305
- (771479) 2016 GA306
- (771480) 2016 GK306
- (771481) 2016 GW306
- (771482) 2016 GN307
- (771483) 2016 GU308
- (771484) 2016 GD310
- (771485) 2016 GE310
- (771486) 2016 GK312
- (771487) 2016 GL312
- (771488) 2016 GP313
- (771489) 2016 GO315
- (771490) 2016 GU317
- (771491) 2016 GE319
- (771492) 2016 GG334
- (771493) 2016 GS334
- (771494) 2016 GX334
- (771495) 2016 GC335
- (771496) 2016 GZ340
- (771497) 2016 GM346
- (771498) 2016 GT347
- (771499) 2016 GN355
- (771500) 2016 GA356
- (771501) 2016 GQ356
- (771502) 2016 HF1
- (771503) 2016 HX4
- (771504) 2016 HM6
- (771505) 2016 HU7
- (771506) 2016 HR11
- (771507) 2016 HV16
- (771508) 2016 HP17
- (771509) 2016 HQ17
- (771510) 2016 HN20
- (771511) 2016 HU24
- (771512) 2016 HO25
- (771513) 2016 HC26
- (771514) 2016 HM29
- (771515) 2016 HN29
- (771516) 2016 HE30
- (771517) 2016 HN35
- (771518) 2016 HA38
- (771519) 2016 HG38
- (771520) 2016 JB2
- (771521) 2016 JW6
- (771522) 2016 JC7
- (771523) 2016 JR11
- (771524) 2016 JM16
- (771525) 2016 JE19
- (771526) 2016 JL19
- (771527) 2016 JV19
- (771528) 2016 JJ21
- (771529) 2016 JX21
- (771530) 2016 JP22
- (771531) 2016 JV23
- (771532) 2016 JK24
- (771533) 2016 JE33
- (771534) 2016 JH33
- (771535) 2016 JW36
- (771536) 2016 JM39
- (771537) 2016 JG41
- (771538) 2016 JZ41
- (771539) 2016 JF42
- (771540) 2016 JS42
- (771541) 2016 JS43
- (771542) 2016 JU44
- (771543) 2016 JT46
- (771544) 2016 JV46
- (771545) 2016 JY49
- (771546) 2016 JD50
- (771547) 2016 JO50
- (771548) 2016 JC51
- (771549) 2016 JP52
- (771550) 2016 JU52
- (771551) 2016 JK54
- (771552) 2016 JQ54
- (771553) 2016 JY54
- (771554) 2016 JB63
- (771555) 2016 JD73
- (771556) 2016 KU
- (771557) 2016 KE4
- (771558) 2016 KH8
- (771559) 2016 KY11
- (771560) 2016 KB15
- (771561) 2016 LW2
- (771562) 2016 LX5
- (771563) 2016 LN17
- (771564) 2016 LA23
- (771565) 2016 LE25
- (771566) 2016 LA27
- (771567) 2016 LQ28
- (771568) 2016 LR29
- (771569) 2016 LP30
- (771570) 2016 LD32
- (771571) 2016 LQ35
- (771572) 2016 LE36
- (771573) 2016 LD40
- (771574) 2016 LL45
- (771575) 2016 LE46
- (771576) 2016 LX49
- (771577) 2016 LG61
- (771578) 2016 LS66
- (771579) 2016 LL69
- (771580) 2016 LN70
- (771581) 2016 LF71
- (771582) 2016 LS76
- (771583) 2016 LV76
- (771584) 2016 LX76
- (771585) 2016 LQ79
- (771586) 2016 LN80
- (771587) 2016 LQ82
- (771588) 2016 LE83
- (771589) 2016 LL83
- (771590) 2016 LO83
- (771591) 2016 LL86
- (771592) 2016 LH88
- (771593) 2016 LC95
- (771594) 2016 LQ98
- (771595) 2016 LS98
- (771596) 2016 LZ98
- (771597) 2016 MW1
- (771598) 2016 NG4
- (771599) 2016 NW4
- (771600) 2016 NT5
- (771601) 2016 NT6
- (771602) 2016 NV12
- (771603) 2016 NN14
- (771604) 2016 NP47
- (771605) 2016 NG48
- (771606) 2016 NC49
- (771607) 2016 NU59
- (771608) 2016 NJ62
- (771609) 2016 NU66
- (771610) 2016 NC70
- (771611) 2016 NZ72
- (771612) 2016 NF73
- (771613) 2016 NJ73
- (771614) 2016 NP73
- (771615) 2016 NB76
- (771616) 2016 NE81
- (771617) 2016 NV86
- (771618) 2016 NR88
- (771619) 2016 NL89
- (771620) 2016 NA92
- (771621) 2016 NE92
- (771622) 2016 NK92
- (771623) 2016 NP94
- (771624) 2016 NV103
- (771625) 2016 NU109
- (771626) 2016 NE111
- (771627) 2016 NV113
- (771628) 2016 NG115
- (771629) 2016 NS119
- (771630) 2016 NU120
- (771631) 2016 NJ121
- (771632) 2016 NK123
- (771633) 2016 NP123
- (771634) 2016 NB125
- (771635) 2016 NW129
- (771636) 2016 NH142
- (771637) 2016 NH143
- (771638) 2016 NN145
- (771639) 2016 NL147
- (771640) 2016 NH152
- (771641) 2016 NZ168
- (771642) 2016 NQ172
- (771643) 2016 NC173
- (771644) 2016 NQ182
- (771645) 2016 OU1
- (771646) 2016 OK4
- (771647) 2016 OV13
- (771648) 2016 PX5
- (771649) 2016 PX19
- (771650) 2016 PZ19
- (771651) 2016 PH22
- (771652) 2016 PC28
- (771653) 2016 PR32
- (771654) 2016 PV33
- (771655) 2016 PD38
- (771656) 2016 PH40
- (771657) 2016 PT42
- (771658) 2016 PJ43
- (771659) 2016 PG44
- (771660) 2016 PP46
- (771661) 2016 PG48
- (771662) 2016 PP52
- (771663) 2016 PV52
- (771664) 2016 PU53
- (771665) 2016 PN54
- (771666) 2016 PW60
- (771667) 2016 PQ61
- (771668) 2016 PQ62
- (771669) 2016 PP63
- (771670) 2016 PO69
- (771671) 2016 PZ74
- (771672) 2016 PS82
- (771673) 2016 PM85
- (771674) 2016 PQ91
- (771675) 2016 PA92
- (771676) 2016 PV93
- (771677) 2016 PK94
- (771678) 2016 PF99
- (771679) 2016 PP100
- (771680) 2016 PP103
- (771681) 2016 PB104
- (771682) 2016 PH106
- (771683) 2016 PL111
- (771684) 2016 PW112
- (771685) 2016 PU118
- (771686) 2016 PE119
- (771687) 2016 PP119
- (771688) 2016 PX119
- (771689) 2016 PN122
- (771690) 2016 PG124
- (771691) 2016 PF128
- (771692) 2016 PC131
- (771693) 2016 PF141
- (771694) 2016 PU147
- (771695) 2016 PM148
- (771696) 2016 PT150
- (771697) 2016 PL151
- (771698) 2016 PM153
- (771699) 2016 PS153
- (771700) 2016 PN154
- (771701) 2016 PG155
- (771702) 2016 PN155
- (771703) 2016 PG157
- (771704) 2016 PQ158
- (771705) 2016 PM165
- (771706) 2016 PV167
- (771707) 2016 PE174
- (771708) 2016 PY175
- (771709) 2016 PM177
- (771710) 2016 PE180
- (771711) 2016 PF183
- (771712) 2016 PM184
- (771713) 2016 PQ184
- (771714) 2016 PO186
- (771715) 2016 PM188
- (771716) 2016 PH202
- (771717) 2016 PT209
- (771718) 2016 PD236
- (771719) 2016 PJ239
- (771720) 2016 PA243
- (771721) 2016 PH252
- (771722) 2016 PY257
- (771723) 2016 PO259
- (771724) 2016 PF260
- (771725) 2016 PY260
- (771726) 2016 PS263
- (771727) 2016 PO265
- (771728) 2016 PD274
- (771729) 2016 QM4
- (771730) 2016 QK5
- (771731) 2016 QT5
- (771732) 2016 QA22
- (771733) 2016 QM42
- (771734) 2016 QL43
- (771735) 2016 QQ50
- (771736) 2016 QY51
- (771737) 2016 QV72
- (771738) 2016 QL73
- (771739) 2016 QS82
- (771740) 2016 QV89
- (771741) 2016 QN94
- (771742) 2016 QH96
- (771743) 2016 QB105
- (771744) 2016 QP107
- (771745) 2016 QF111
- (771746) 2016 QN111
- (771747) 2016 QX113
- (771748) 2016 QG114
- (771749) 2016 QX116
- (771750) 2016 QB119
- (771751) 2016 QK119
- (771752) 2016 QS120
- (771753) 2016 QQ126
- (771754) 2016 QR129
- (771755) 2016 QD143
- (771756) 2016 QF146
- (771757) 2016 RK2
- (771758) 2016 RX14
- (771759) 2016 RS25
- (771760) 2016 RW26
- (771761) 2016 RM37
- (771762) 2016 RB38
- (771763) 2016 RO41
- (771764) 2016 RL46
- (771765) 2016 RV46
- (771766) 2016 RL48
- (771767) 2016 RG56
- (771768) 2016 RE60
- (771769) 2016 RR60
- (771770) 2016 RX61
- (771771) 2016 RQ63
- (771772) 2016 RF65
- (771773) 2016 RQ69
- (771774) 2016 RE71
- (771775) 2016 RC95
- (771776) 2016 SU8
- (771777) 2016 SW13
- (771778) 2016 SA18
- (771779) 2016 SJ22
- (771780) 2016 SP23
- (771781) 2016 SP24
- (771782) 2016 SV26
- (771783) 2016 SM31
- (771784) 2016 SA34
- (771785) 2016 SU38
- (771786) 2016 SW46
- (771787) 2016 SR64
- (771788) 2016 SU72
- (771789) 2016 SV73
- (771790) 2016 SU75
- (771791) 2016 SW81
- (771792) 2016 SV89
- (771793) 2016 SW90
- (771794) 2016 SX90
- (771795) 2016 SE97
- (771796) 2016 SF98
- (771797) 2016 SF106
- (771798) 2016 SV116
- (771799) 2016 ST120
- (771800) 2016 TU38
- (771801) 2016 TD41
- (771802) 2016 TO54
- (771803) 2016 TU54
- (771804) 2016 TV56
- (771805) 2016 TO74
- (771806) 2016 TH78
- (771807) 2016 TN82
- (771808) 2016 TD98
- (771809) 2016 TS98
- (771810) 2016 TA101
- (771811) 2016 TS120
- (771812) 2016 TB123
- (771813) 2016 TB126
- (771814) 2016 TH129
- (771815) 2016 TA135
- (771816) 2016 TC141
- (771817) 2016 TO145
- (771818) 2016 TL148
- (771819) 2016 TL151
- (771820) 2016 TQ152
- (771821) 2016 TX168
- (771822) 2016 TG169
- (771823) 2016 TN170
- (771824) 2016 TH171
- (771825) 2016 TX177
- (771826) 2016 TX181
- (771827) 2016 TP197
- (771828) 2016 UH5
- (771829) 2016 UK11
- (771830) 2016 UZ12
- (771831) 2016 UX49
- (771832) 2016 UO54
- (771833) 2016 UK73
- (771834) 2016 UC89
- (771835) 2016 UJ108
- (771836) 2016 UF116
- (771837) 2016 UE124
- (771838) 2016 UG141
- (771839) 2016 UV146
- (771840) 2016 US150
- (771841) 2016 UK151
- (771842) 2016 UU155
- (771843) 2016 UU218
- (771844) 2016 US247
- (771845) 2016 UG251
- (771846) 2016 UX260
- (771847) 2016 UF262
- (771848) 2016 UN265
- (771849) 2016 UA266
- (771850) 2016 UA267
- (771851) 2016 UY267
- (771852) 2016 UN269
- (771853) 2016 UF272
- (771854) 2016 UJ280
- (771855) 2016 UF282
- (771856) 2016 UW282
- (771857) 2016 VP14
- (771858) 2016 VP16
- (771859) 2016 VK20
- (771860) 2016 VF22
- (771861) 2016 VF25
- (771862) 2016 VS28
- (771863) 2016 VR32
- (771864) 2016 VX37
- (771865) 2016 VA42
- (771866) 2016 VD43
- (771867) 2016 VP43
- (771868) 2016 VQ43
- (771869) 2016 VM47
- (771870) 2016 VC49
- (771871) 2016 WN16
- (771872) 2016 WF18
- (771873) 2016 WY21
- (771874) 2016 WX27
- (771875) 2016 WD29
- (771876) 2016 WU32
- (771877) 2016 WK40
- (771878) 2016 WB47
- (771879) 2016 WA48
- (771880) 2016 WA50
- (771881) 2016 WZ55
- (771882) 2016 WD60
- (771883) 2016 WT61
- (771884) 2016 WV66
- (771885) 2016 WA69
- (771886) 2016 WA70
- (771887) 2016 WJ70
- (771888) 2016 WZ71
- (771889) 2016 XT3
- (771890) 2016 XB8
- (771891) 2016 XN19
- (771892) 2016 XA23
- (771893) 2016 XO23
- (771894) 2016 XS24
- (771895) 2016 XB26
- (771896) 2016 XZ26
- (771897) 2016 XR29
- (771898) 2016 XF31
- (771899) 2016 XV31
- (771900) 2016 XZ31
- (771901) 2016 XV34
- (771902) 2016 XM38
- (771903) 2016 YW1
- (771904) 2016 YA4
- (771905) 2016 YL12
- (771906) 2016 YJ14
- (771907) 2016 YR16
- (771908) 2016 YX16
- (771909) 2016 YA17
- (771910) 2016 YM19
- (771911) 2016 YQ23
- (771912) 2016 YU27
- (771913) 2016 YO28
- (771914) 2016 YD36
- (771915) 2017 AW1
- (771916) 2017 AO7
- (771917) 2017 AU7
- (771918) 2017 AZ7
- (771919) 2017 AS11
- (771920) 2017 AO17
- (771921) 2017 AK19
- (771922) 2017 AX22
- (771923) 2017 AY23
- (771924) 2017 AA24
- (771925) 2017 AL27
- (771926) 2017 AF28
- (771927) 2017 AT28
- (771928) 2017 AZ29
- (771929) 2017 AC30
- (771930) 2017 AM30
- (771931) 2017 AD31
- (771932) 2017 AH31
- (771933) 2017 AP31
- (771934) 2017 AA33
- (771935) 2017 AF34
- (771936) 2017 AH34
- (771937) 2017 AZ37
- (771938) 2017 AS39
- (771939) 2017 AH40
- (771940) 2017 AQ40
- (771941) 2017 AB45
- (771942) 2017 AX52
- (771943) 2017 BS1
- (771944) 2017 BB10
- (771945) 2017 BC12
- (771946) 2017 BN14
- (771947) 2017 BR14
- (771948) 2017 BZ14
- (771949) 2017 BQ17
- (771950) 2017 BF19
- (771951) 2017 BS19
- (771952) 2017 BO27
- (771953) 2017 BU27
- (771954) 2017 BR28
- (771955) 2017 BV29
- (771956) 2017 BC33
- (771957) 2017 BF36
- (771958) 2017 BG37
- (771959) 2017 BY38
- (771960) 2017 BT39
- (771961) 2017 BE42
- (771962) 2017 BJ46
- (771963) 2017 BU49
- (771964) 2017 BL51
- (771965) 2017 BZ51
- (771966) 2017 BY53
- (771967) 2017 BT54
- (771968) 2017 BG57
- (771969) 2017 BV58
- (771970) 2017 BQ59
- (771971) 2017 BD60
- (771972) 2017 BT61
- (771973) 2017 BZ63
- (771974) 2017 BS66
- (771975) 2017 BU66
- (771976) 2017 BU69
- (771977) 2017 BL72
- (771978) 2017 BD73
- (771979) 2017 BB75
- (771980) 2017 BX78
- (771981) 2017 BZ78
- (771982) 2017 BX82
- (771983) 2017 BS85
- (771984) 2017 BY85
- (771985) 2017 BF91
- (771986) 2017 BL96
- (771987) 2017 BM96
- (771988) 2017 BR97
- (771989) 2017 BQ98
- (771990) 2017 BW99
- (771991) 2017 BY99
- (771992) 2017 BW101
- (771993) 2017 BK102
- (771994) 2017 BW102
- (771995) 2017 BE103
- (771996) 2017 BV103
- (771997) 2017 BD104
- (771998) 2017 BJ107
- (771999) 2017 BJ109
- (772000) 2017 BP113